# Projecte Orió (propulsió nuclear)

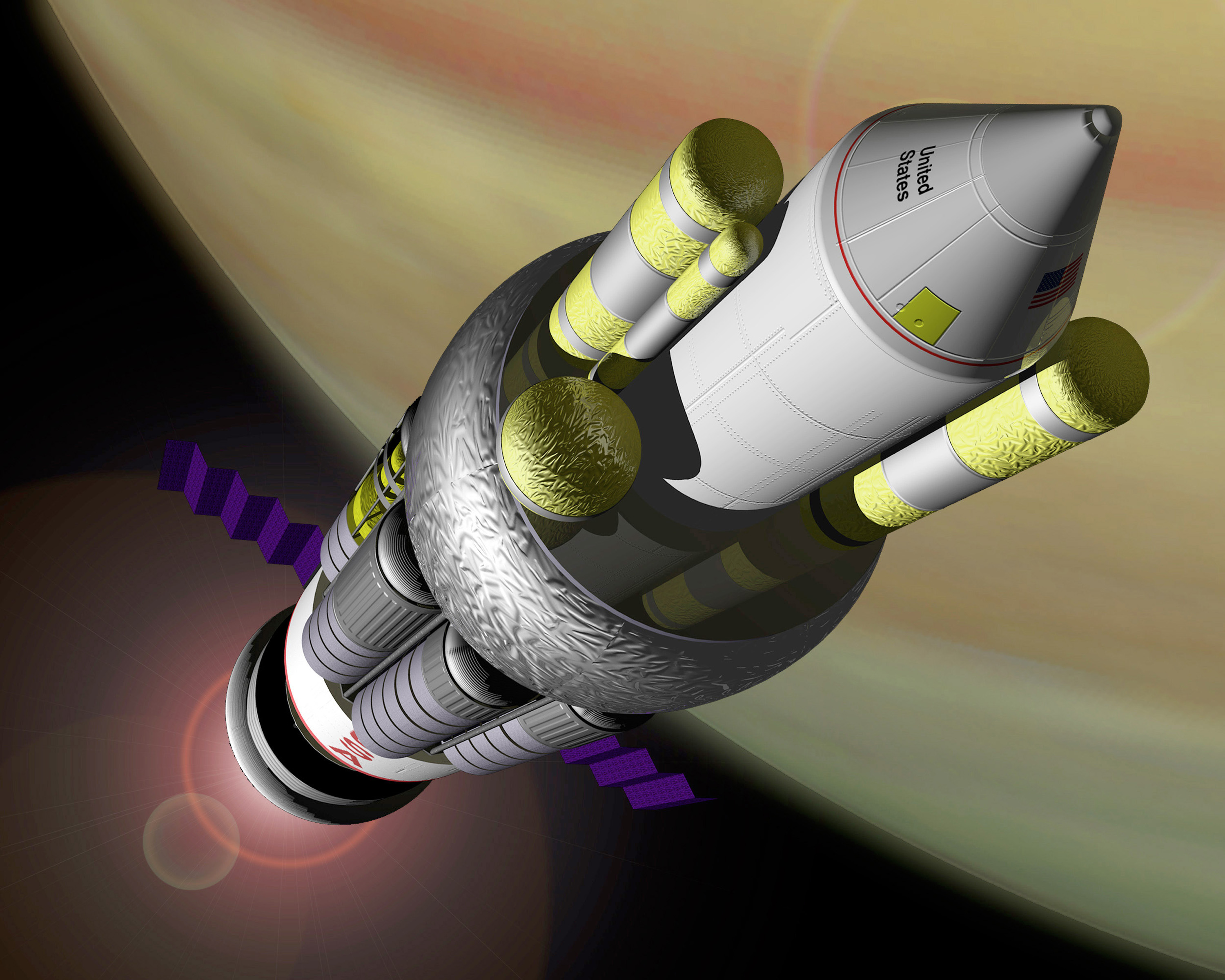
Concepció artística del disseny de referència de la NASA per la nau espacial del Projecte Orió impulsat per propulsió nuclear.

El Projecte Orió va ser un estudi d'una nau espacial destinada a ser propulsada directament per una sèrie d'explosions de bombes atòmiques darrere de la nau (propulsió nuclear de pulsació). Les primeres versions d'aquest vehicle es van proposar per enlairar des de la Terra amb importants seqüeles nuclears associades, mentre que les versions posteriors es van presentar només per al seu ús en l'espai exterior.
El 1955, documents estatals del Laboratori Nacional Los Alamos (sense oferir referències), la proposta va ser feta per primera vegada pel físic Stanislaw Ulam el 1946, i els càlculs preliminars realitzats per Frederick Reines i Ulam en un memoràndum de Los Alamos de 1947. El projecte es va iniciar realment el 1958, dirigit per Ted Taylor de la companyia General Atomics i el físic Freeman Dyson, que a petició de Taylor, va estar treballant durant un any en el projecte a l'Institut d'Estudis Avançats de Princeton.
Mitjançant l'ús d'energia nuclear, el concepte d'Orió ofereix una gran empenta i un alt impuls específic, o eficiència de propel·lent, tot alhora. Com una comparació qualitativa, els coets químics tradicionals, com ara el Saturn V que va tenir el programa Apol·lo a la Lluna, produeixen un impuls específic baix, mentre que els motors iònics elèctrics produeixen una petita quantitat d'empenta de manera molt eficient. Orió hauria ofert un rendiment més gran que els motors coet més avançats convencionals o nuclears llavors sota consideració. Els partidaris del Projecte Orió van sentir que tenia potencial per a viatges interplanetaris barats, però va perdre l'aprovació política a causa de les preocupacions de les seqüeles de la seva propulsió. El tractat de prohibició parcial d'assaigs nuclears de 1963 va posar fi al projecte.
El Tractat de prohibició parcial de proves nuclears de 1963 es reconeix generalment per haver acabat el projecte. Tanmateix, des del Projecte Longshot al Projecte Daedalus, Mini-Mag Orion, i altres propostes que arriben a anàlisi d'enginyeria en l'àmbit de considerar la dissipació de l'energia tèrmica, el principi de la propulsió nuclear de pulsació externa per maximitzar el poder de supervivència s'ha mantingut comú entre els greus conceptes per als vols interestel·lars sense radiant alimentació externa i per als vols interplanetaris de molt alt rendiment. Aquestes propostes posteriors han tendit a modificar el principi bàsic per l'equip de detonació de fissió o de fusió molt més petites boletes de conducció, encara que a diferència de les unitats pulsació pulsació nuclear més grans del Projecte Orió (bombes nuclears) es basen en una tecnologia menys especulatiu imaginar.

## Principis bàsics

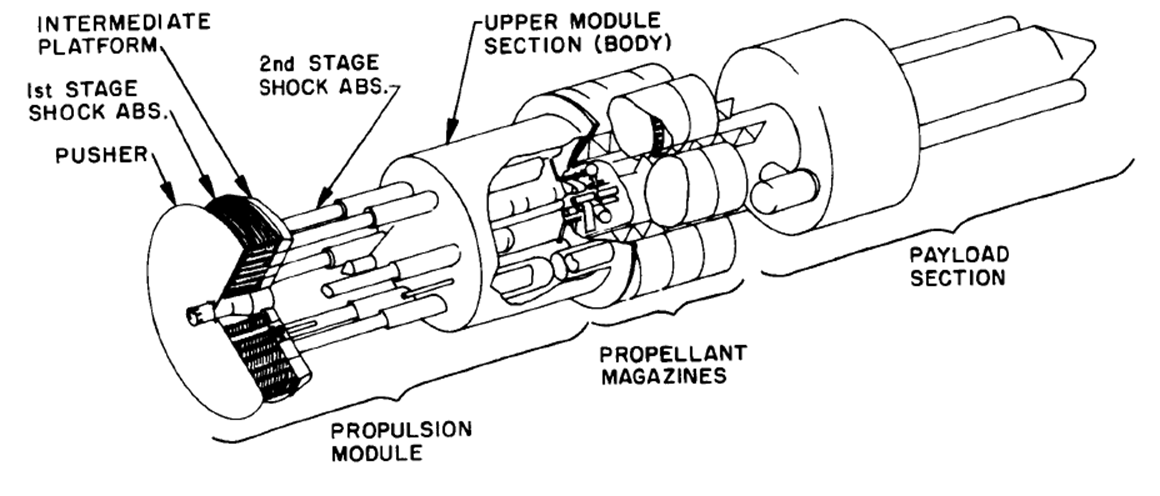
La nau espacial Orió - components clau.

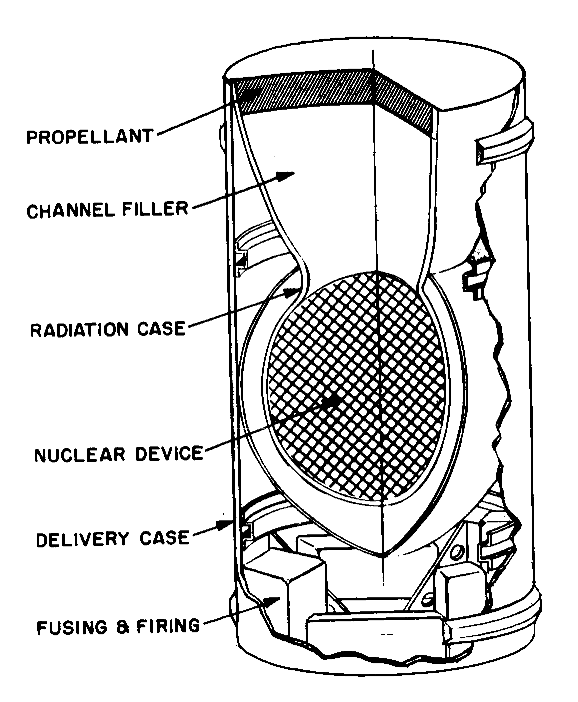
Un disseny per a una unitat d'impuls.

La unitat de pulsació nuclear Orió combina una velocitat molt alta d'escapament, des de 19 a 31 km/s en els dissenys típics interplanetaris, amb meganewtons d'empenta. Moltes unitats de propulsió de les naus espacials poden arribar un d'aquests o l'altre, però els coets de pulsació nuclear són l'única tecnologia proposta que podria complir amb els requisits d'energia extremes per lliurar dos alhora (vegeu propulsió espacial per als sistemes més especulatives).
L'impuls específic (ISP) mesura la quantitat d'empenta que es pot derivar d'una determinada massa de combustible, i és una figura estàndard de mèrit per als coets. Per a qualsevol propulsió de coets, ja que l'energia cinètica d'escapament augmenta amb la velocitat al quadrat (energia cinètica = ½ mv²), l'obtenció d'un determinat nivell de pressió (com en una sèrie de d'acceleració) requereix molt més poder cada vegada que la velocitat d'escapament i impuls específic (ISP) és molt més gran en un objectiu de disseny. (Per exemple, la raó més fonamental de retropropulsió espacial elèctrica actual i proposat sistemes d'alta ISP tendeixen a ser de baix empenta es deu als seus límits la potència disponible. seva empenta és realment inversament proporcional a ISP si el poder d'entrar en escapament és constant o en el seu límit de les necessitats de dissipació de calor o altres restriccions d'enginyeria)). El concepte Orió detona explosions nuclears externament a una velocitat d'alliberament de la font que està més enllà del que els reactors nuclears podrien sobreviure internament amb materials i disseny coneguts.
Atès que el pes no és cap limitació, una nau Orió pot ser extremadament robusta. Una nau no tripulada podria tolerar moltes més grans acceleracions, potser 100 força g. Amb una tripulació humana en una Orió, hauria d'utilitzar algun tipus de sistema d'amortiment darrere de la placa d'empenta per suavitzar l'acceleració instantània a un nivell que els éssers humans poguessin suportar còmodament - típicament al voltant de 2 a 4g.
L'alt rendiment depèn de la velocitat alta d'escapament, a fi de maximitzar la força del coet per a una massa donada de propel·lent. La velocitat dels residus del plasma és proporcional a l'arrel quadrada del canvi en la temperatura (T c) de la bola de foc nuclear. Atès que les boles de foc aconsegueixen rutinàriament deu milions de graus centígrads o més en menys d'una mil·lèsima de segon, creen velocitats molt altes. No obstant això, un disseny pràctic també de limitar el radi de destrucció de la bola de foc. El diàmetre de la bola de foc nuclear és proporcional a l'arrel quadrada de la potència explosiva de la bomba.
La forma de la massa de reacció de la bomba és crítica per a l'eficiència. El projecte original de bombes dissenyades amb una reacció en massa feta de tungstè. La geometria i els materials de la bomba es van centrar els raigs X i el plasma des del nucli d'explosiu nuclear per colpejar la massa de reacció. En efecte cada bomba seria una càrrega buida nuclear.
Una bomba amb un cilindre de massa de reacció s'expandeix en una ona plana, en forma de disc de plasma quan explota. Una bomba amb una massa de reacció en forma de disc s'expandeix en una ona molt més eficient en forma de cigar dels residus de plasma. La forma de cigar es concentra gran part del plasma perquè incideixi sobre la placa d'empenta.
L'impuls màxim efectiu específic, I sp, d'una unitat d'impuls nuclear Orió generalment és igual a:
{\displaystyle I_{sp}={\frac {C_{0}\cdot V_{e}}{g_{n}}}}
on C0 és el factor de col·limació (quina fracció dels residus de plasma explosió realment arribarà a la placa d'absorció d'impulsos quan una unitat d'impulsos exploti?), V e és la velocitat de residus de plasma unitat d'impuls nuclear, i gn és l'acceleració normal de la gravetat (9,81 m/s ², aquest factor no cal fer-ho Isp es mesura en N·s/kg o m/s). Un factor de col·limació de gairebé 0,5 es pot aconseguir fent coincidir el diàmetre de la placa d'empenyedor al diàmetre de la bola de foc nuclear creat per l'explosió d'una unitat d'impuls nuclear.
Com més petita sigui la bomba, més petit serà cada impuls, de manera que com més gran sigui la velocitat dels impulsos i més seran necessàries per assolir òrbita. Impulsos més petits també signifiquen menys força g de xoc a la placa d'empenta i menor necessitat d'amortiment per suavitzar l'acceleració.

## Mides dels vehicles Orió
A continuació es pot trobar en el llibre de George Dyson pg. 55 published in 2002. Les xifres corresponents a la comparació amb Saturn V s'han pres des de d'aquesta secció i convertides des de mètriques (kg) dels EUA tones (abreujat "t" aquí).
|                                           | Orbital test | Interplanetari | Avançat interplanetari | Saturn V |
| ----------------------------------------- | ------------ | -------------- | ---------------------- | -------- |
| Massa de la nau                           | 880 t        | 4,000 t        | 10,000 t               | 3,350 t  |
| Diàmetre de la nau                        | 25 m         | 40 m           | 56 m                   | 10 m     |
| Alçada de la nau                          | 36 m         | 60 m           | 85 m                   | 110 m    |
| Rendiment de la bomba (nivell del mar)    | 0.03 kt      | 0.14 kt        | 0.35 kt                | n/a      |
| Bombes (a 300 mi Òrbita terrestre baixa)  | 800          | 800            | 800                    | n/a      |
| Càrrega útil (a 300 mi LEO)               | 300 t        | 1,600 t        | 6,100 t                | 130 t    |
| Càrrega útil (aterratge suau a la Lluna)  | 170 t        | 1,200 t        | 5,700 t                | 2 t      |
| Càrrega útil (retorn de l'òrbita de Mart) | 80 t         | 800 t          | 5,300 t                | –        |
| Càrrega útil (3 anys de retorn de Saturn) | –            | –              | 1,300 t                | –        |

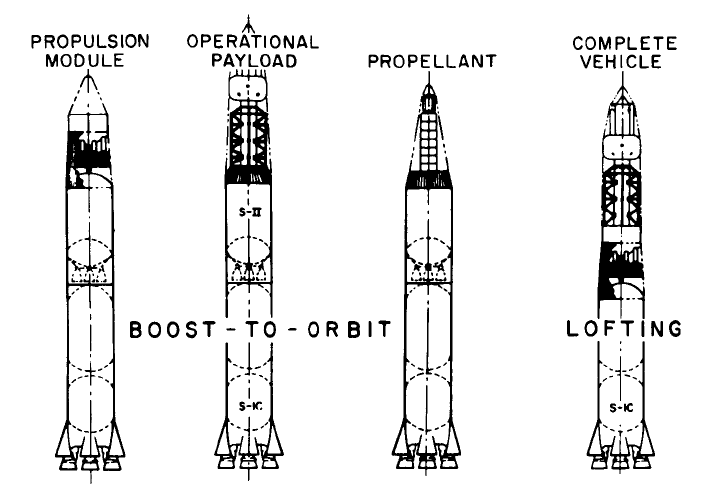
Imatge del vehicle Orió petit estudiat àmpliament, el que podria haver tingut una càrrega útil de prop de 100 tones en un viatge al voltant de 8 tripulants a Mart. On the left, the 10 meter diameter Saturn V "Boost-to-orbit" variant, requiring in-orbit assembly before the Orion vehicle would be capable of moving under its own propulsion system. On the far right, the fully assembled "lofting" configuration, in which the spacecraft would be lifted high into the atmosphere before pulse propulsion began. As depicted in the 1964 NASA document "Nuclear Pulse Space Vehicle Study Vol III - Conceptual Vehicle Designs and Operational Systems."

A finals de 1958 i principis de 1959, es va adonar que el vehicle pràctic més petit seria determinat pel menor rendiment assolible de la bomba. L'ús de 0,03 kt (rendiment del nivell del mar) bombes donaria el vehicle una massa de 880 tones. No obstant això, va ser considerat massa petita perquè no fos un vehicle de prova orbital i l'equip aviat es va centrar en un "disseny de base" de 4.000 tones.
En aquest moment, els detalls dels petits dissenys de bombes van ser envoltats de secret. Molts informes de disseny Orió tenien tots els detalls de les bombes retirades abans de l'alliberament. Contrastar les dades esmentades, amb l'informe de 1959 per General Atomics, que va explorar els paràmetres de tres mides diferents de la hipotètica nau espacial Orió:
|                              | "Satel·lit" Orió | "Abast mitjà " Orió | "Súper" Orió |
| ---------------------------- | ---------------- | ------------------- | ------------ |
| Diàmetre de la nau           | 17–20 m          | 40 m                | 400 m        |
| Massa de la nau              | 300 t            | 1000–2000 t         | 8,000,000 t  |
| Nombre de bombes             | 540              | 1080                | 1080         |
| Massa de la bomba individual | 0.22 t           | 0.37–0.75 t         | 3000 t       |

El principal disseny de dalt és el "super" disseny Orió, als 8 milions de tones, podria ser aquesta ciutat. En les entrevistes, els dissenyadors consideren la nau gran com la possible arca interestel·lar. Aquest disseny extrem podria ser construït amb materials i tècniques que es podrien obtenir en l'any 1958, o s'havien previst que estigui disponible poc després. El límit superior pràctic és probable que sigui més alt amb materials moderns.
La majoria de les tres mil tones de cadascuna de les unitats de propulsió d'Orió "súper" seria un material inert tal com polietilè, o sals de bor, que es fa servir per transmetre la força de la detonació unitats de propulsió per al plat d'empenta de l'Orió, i absorbir els neutrons per minimitzar les seves conseqüències. Un disseny proposat per Freeman Dyson per al "Super Orió" denominada per a la placa d'empenta que es compon principalment d'urani o un element transurànic de manera que en arribar a un sistema d'estrella propera la placa es podria convertir el combustible nuclear.

## Aplicacions interplanetàries
El disseny del coet de pulsació nuclear Orió té un rendiment extremadament alt. Els coets de pulsació nuclear Orió, utilitzant unitats de pulsació tipus fissió nuclear estaven destinats originalment per al seu ús en els vols espacials interplanetàries.
Missions que van ser dissenyats per a un vehicle Orió en el projecte original inclou una sola etapa (és a dir, directament de la superfície de la Terra) a Mart i l'esquena, i un viatge a una de les llunes de Saturn.
Una possible missió moderna d'aquesta tecnologia a curt termini seria la de desviar un asteroide que podria xocar amb la Terra. El rendiment extremadament alt permetria fins i tot un llançament a la fi de tenir èxit, i el vehicle podria transferir eficaçment una gran quantitat d'energia cinètica a l'asteroide per l'impacte de simple. A més, una missió no tripulada que eliminaria la necessitat que els amortidors, la qüestió més problemàtica del disseny.
La fissió nuclear de la unitat pulsació propulsió de les Orió podrien proporcionar transport interplanetari ràpid i econòmic amb càrregues útils humans amb tripulació de diversos milers de tones.

## Missions interestel·lars
Freeman Dyson va realitzar la primera anàlisi de quin tipus de missions Orió eren possible arribar a Alfa Centauri, el sistema estel·lar més proper al Sol. En el seu paper de 1968 "Transport Interestel·lar" (Physics Today, October 1968, p. 41–45) conservat el concepte de grans explosions nuclears, però Dyson es va allunyar de la utilització de bombes de fissió i considera en el seu lloc l'ús d'una megatona d'explosions de fusió de deuteri. Les seves conclusions eren simples: la velocitat de les restes de les explosions de fusió va ser probablement en l'interval de 3.000-30.000 km/s, i la geometria de reflexió de la placa d'empenta semiesfèrica d'Orió reduiria aquest interval de 750-15.000 km/s.
Per a l'estimació dels límits superior i inferior del que es podria fer ús de la tecnologia contemporània (en el 1968), Dyson considera dos dissenys de naus espacials. El disseny energia limitada placa d'impuls més conservadora simplement haver d'absorbir tota l'energia tèrmica de cada explosió que incideix (4 × 10 15 joules, la meitat dels quals serien absorbides per la placa d'impuls) sense fondre's. Dyson va considerar que si la superfície exposada consistia a coure amb un gruix d'1 mm, aleshores el diàmetre i la massa de la placa d'impuls semiesfèrica haurien de ser de 20 quilòmetres i 5 milions de tones mètriques, respectivament. Es necessitarien 100 segons per permetre que el coure per radiativament fresc abans de la propera explosió. Després prendria l'ordre de 1000 anys perquè la calor de disseny Orió dissipador d'energia limitada per arribar a Alfa Centauri.
Per tal de millorar aquest rendiment alhora que redueix la mida i el cost, Dyson també va considerar un impuls limitat disseny placa d'impuls alternatiu que se substitueix un recobriment de l'ablació de la superfície exposada a desfer l'excés de calor. La limitació s'ajusta llavors per la capacitat dels amortidors per transferir impuls a partir de la placa d'impuls manera impulsiva accelerat en el vehicle sense problemes accelerada. Dyson va calcular que les propietats dels materials disponibles limiten la velocitat transferida per cada explosió de ~ 30 metres per segon independent de la grandària i la naturalesa de l'explosió. Si el vehicle fos accelerat a 1 la gravetat de la Terra (9,81 m/s ²) amb aquesta transferència de la velocitat, el ritme d'impuls és una explosió cada tres segons. Les mides i rendiment dels vehicles de Dyson es donen en la taula següent
|                                                                                  | "Energia Limitada" Orió                               | "Impuls Limitat" Orió                                |
| -------------------------------------------------------------------------------- | ----------------------------------------------------- | ---------------------------------------------------- |
| Diàmetre de la nau (metres)                                                      | 20.000 m                                              | 100 m                                                |
| Massa de la nau buida (tones mètriques)                                          | 10.000.000 t (incl. 5.000.000 t hemisferi de coure)   | 100.000 t (incl. 50.000 t estructura + càrrega útil) |
| +Nombre de bombes = massa total de bomba (cada bomba d'1 Mt pesa 1 tona mètrica) | 30.000.000                                            | 300.000                                              |
| =Massa de sortida (tones mètriques)                                              | 40.000.000 t                                          | 400.000 t                                            |
| Velocitat màxima (quilòmetres per segon)                                         | 1000 km/s (=0,33% de la velocitat de la llum)         | 10.000 km/s (=3,3% de la velocitat de la llum)       |
| Acceleració mitjana (gravetats de la Terra)                                      | 0.00003 g (acceleració durant 100 anys)               | 1 g (acceleració durant 10 dies)                     |
| Temps cap a d'Alpha Centauri (només anada, sense reduir la velocitat)            | 1330 anys                                             | 133 anys                                             |
| Cost estimat                                                                     | 1 any del PIB dels EUA (1968), 3,67 bilions de dòlars | 0,1 anys del PIB dels EUA 0,367 bilions de dòlars    |

Estudis posteriors indiquen que la velocitat de creuer màxima que teòricament es pot assolir per una unitat termonuclear Teller-Ulam, ser propulsada per una nau Orió, suposant que no hi ha combustible es guarda per frenar baixar, és aproximadament 8% a 10% de la velocitat de la llum (0,08-0,1 c). La fissió atòmica d'una nau Orió, es pot aconseguir potser 3%-5% de la velocitat de la llum. Una nau espacial nuclear propulsada per fusió-antimatèria catalitzada en unitats de propulsió nuclear seria similar en l'interval del 10% i els coets d'aniquilació matèria-antimatèria purs seria teòricament capaços d'obtenir una velocitat d'entre 50% a 80% de la velocitat de la llum. En cada cas, l'estalvi de combustible per frenar les meitats de la velocitat màxima. El concepte d'usar una vela magnètica per desaccelerar la nau espacial mesura que s'acosta al seu destí ha estat discutit com una alternativa a l'ús de propel·lent, això permetria la nau per viatjar a prop de la velocitat màxima teòrica.
A 0,1 c, les naus termonuclears Orió, requeririen un temps de vol d'almenys 44 anys en arribar a Alfa Centauri, sense comptar el temps necessari per arribar a aquesta velocitat (prop de 36 dies a l'acceleració constant d'1 g o 9,8 m/s²). A 0,1 c, una nau espacial Orió requeriria 100 anys per viatjar 10 anys llum. L'astrònom Carl Sagan suggereix que aquest seria un excel·lent ús de les existències actuals d'armes nuclears.

## Posteriors desenvolupaments
Un concepte similar a l'Orió va ser dissenyat per la British Interplanetary Society (BIS) en els anys 1973 a 1974. Projecte Daedalus seria una sonda interestel·lar robòtica a l'Estrella de Barnard que viatjaria al 12% de la velocitat de la llum. El 1989, un concepte similar va ser estudiat per la Marina dels EUA i la NASA al Projecte Longshot. Ambdós conceptes requereixen avenços significatius en la tecnologia de la fusió, de manera que no es pot construir en l'actualitat, a diferència d'Orió.
Des de 1998 fins a l'actualitat, el departament d'enginyeria nuclear de la Universitat de l'Estat de Pennsilvània ha desenvolupat dues versions millorades d'Orion projecte conegut com el Projecte ICAN i Projecte AIMStar amb les unitats compactes de propulsió nuclear de pulsació catalitzades de l'antimatèria, en comptes dels grans sistemes d'ignició de fusió per confinament inercial proposats en el Projecte Daedalus i Longshot.

## Economia
El cost dels materials fissionables necessaris es va pensar alta, fins que el físic Ted Taylor va demostrar que amb els dissenys adequats per als explosius, la quantitat de fissionables utilitzades en el llançament estava a prop constant per totes les mides d'Orió des de 2.000 tones a 8.000.000 tones. Les bombes més grans utilitzen més explosius a super-comprimir els fissionables, augmentant l'eficiència. Les restes extra dels explosius també serveixen com a massa de propulsió addicional.
La major part dels costos dels programes de defensa nuclear històrics han estat per lliurament i suport de sistemes, en comptes de pel cost de producció de les bombes directament (amb caps sent un 7% del total de despeses dels EUA 1946-1996 segons un estudi). Després del desenvolupament de la infraestructura i la inversió inicial, el cost marginal de cadascuna de les bombes nuclears addicionals en la producció en massa pot ser relativament baixa. En la dècada de 1980, alguns caps termonuclears nord-americans tenien 1,1 milions de dòlars cost estimat cadascun (630 milions de dòlars per 560). Per a les unitats de pulsació de fissió potser més simples per a ser utilitzats per un disseny Orió, una font de 1964 estima un cost de 40.000 dòlars o menys cada un a la producció en massa, el que seria de fins a aproximadament 0,3 milions de dòlars cada un en dòlars d'avui dia ajustat per inflació.
Més tard, el projecte Daedalus, va proposar explosius de fusió (deuteri o boletes de triti) detonada per feix d'electrons confinament inercial. Aquest és el mateix principi darrere de la fusió per confinament inercial. No obstant això, en teoria, podria ser reduïda a explosions molt més petites, i requereixen petits amortidors.

## Vehicle architecture

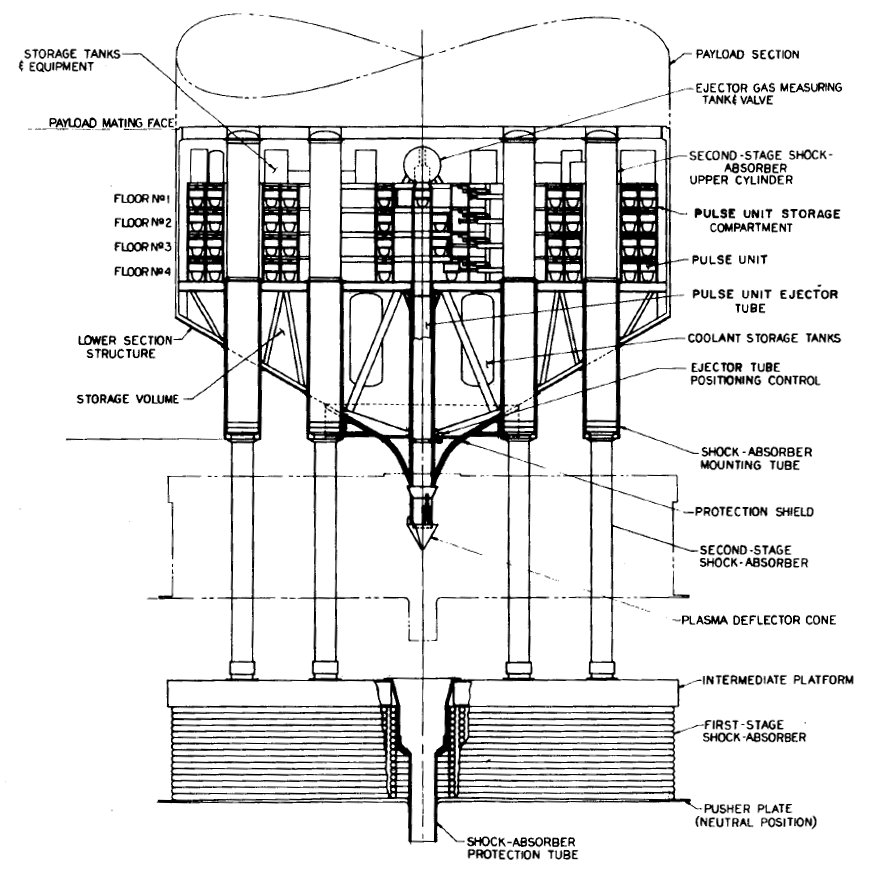
Un disseny per al mòdul de propulsió Orió

Des de 1957 fins al 1964 es va utilitzar aquesta informació per a dissenyar un sistema de propulsió de nau espacial anomenada "Orió", en què els explosius nuclears serien llançats darrere d'una placa d'impuls muntat a la part inferior d'una nau espacial i explotaria. L'ona de xoc i la radiació de la detonació impactarien contra la cara inferior de la placa d'impuls, xifra que suposa un potent "cop de peu". La placa d'impuls es munta en grans amortidors de dues etapes de transmetre sense problemes d'acceleració per a la resta de la nau espacial.
Durant l'enlairament, havia preocupacions de perill de la metralla de fluids que és reflectida des del terra. Una solució proposada va ser utilitzar una placa plana d'explosius convencionals que es distribueixen a la placa d'impuls, i detonar aquesta per aixecar la nau des del terra abans d'anar a la nuclear. Això elevaria la nau prou en l'aire que la primera explosió nuclear centrat no crearia restes que poguessin danyar la nau.
Un disseny preliminar dels explosius estava. Es va utilitzar una càrrega en forma de fusió-impulsada fissió explosiva. L'explosiu va ser embolicat en un material de farciment de canal òxid de beril·li, que estava envoltat per un mirall de radiació d'urani. El farciment del mirall i el canal eren obertes, i en aquest extrem obert estava va col·locar una placa plana de propulsor de tungstè. El conjunt va ser construït en un pot amb un diàmetre no més gran que 15 cm i pesava poc més de 140 kg. de manera que podria ser manipulat per la maquinària a una escala més gran d'una màquina expenedora de refrescs (de fet, Coca-Cola va ser consultat sobre el disseny).
En 1 microsegon després de la ignició, el plasma bomba gamma i neutrons s'escalfi el farcit de la cadena, i ser una mica continguda per la carcassa d'urani. Als 2-3 microsegons, el farciment de canal hauria de transmetre una mica de l'energia per al propulsor, que vaporitza. La placa plana de propulsor va formar una explosió en forma de cigar destinat a la placa d'impuls.
El plasma es refreda a 14.000 °C, ja que travessa la distància de 25 m de la placa d'empenta, i després es torna a escalfar a 67.000 °C, com (en al voltant de 300 microsegons) es va donar a la placa d'empenta tornaria a comprimir. Aquesta temperatura emet radiació ultraviolada, que es transmet a poc a través de la majoria dels plasmes. Això ajuda a mantenir la placa d'empenta fresc. El perfil de distribució en forma de cigar i de baixa densitat del plasma redueix el xoc instantani a la placa d'empenta.
El gruix de la placa d'empenta seria disminuir per un factor d'aproximadament de 6 des del centre fins a la vora, de manera que la velocitat neta de les parts interior i exterior de la placa són la mateixa, tot i que l'impuls transferit pel plasma augmenta des del centre cap a fora.
A baixes altituds, on l'aire circumdant és dens, la gamma de dispersió podria potencialment danyar a la tripulació i un refugi radiació seria necessari de totes maneres en missions llargues per sobreviure a les erupcions solars. La radiació del blindatge d'eficàcia augmentaria exponencialment amb el gruix escut (vegeu raigs gamma per a una discussió de blindatge), pel que en naus amb una massa superior a mil tones, la major part de l'estructura de la nau, els seus magatzems, i la massa de les bombes i propel·lent proporcionaria més d'un blindatge adequat per a la tripulació.
L'estabilitat es va pensar inicialment per ser un problema a causa de les inexactituds en la col·locació de les bombes, però més tard es va demostrar que els efectes es tendeixen a anul·lar.
Nombroses proves del model de vol (utilitzant explosius convencionals) es van dur a terme a Point Loma el 1959. El 14 de novembre, el model d'un metre, anomenat "Hot Rod" (o "putt-putt"), va volar per primera vegada amb RDX (explosius químics) en un vol controlat durant 23 segons a una alçada de 56 metres. La pel·lícula de les proves ha estat transcrita al vídeo que apareix al programa de televisió de la BBC "To Mars by A-Bomb" el 2003 amb comentaris de Freeman Dyson i Arthur C. Clarke. El model va aterrar en paracaigudes en bon estat i està en la col·lecció del Museu Nacional de l'Aire i de l'Espai Smithsonian.
El primer amortidor proposat no era més que una bossa d'aire en forma d'anell. No obstant això, aviat es va adonar que, en cas d'una fallada de l'explosió, la placa d'empenta de 500 a 1000 tones, s'esquinçaria la bossa d'aire en el rebot. Així que una de les dues etapes, l'amortidor de ressort/amortidor pistó desafinat va ser desenvolupat. En el disseny de referència, la primera etapa d'absorció mecànica va ser sintonitzat 4,5 vegades la freqüència de pulsació, mentre que el segon pistó de gas etapa va ser sintonitzat a 1/2 vegades la freqüència d'impulsos. Això va permetre la temporització de toleràncies de 10 m en cada explosió.
El disseny final es va ocupar amb insuficiència de la bomba excedint i rebots en una posició de "centre". Per tant, després d'una fallada (i en el llançament inicial en terra) caldria per començar (o reiniciar) la seqüència amb un dispositiu de menor rendiment. En els mètodes de la dècada de 1950 l'ajustant del rendiment de la bomba van ser en la seva infància i el pensament considerable va ser donada a proporcionar un mitjà pel "canvi" d'una bomba de rendiment estàndard per a un menor rendiment en un marc de 2 o 3 per segona vegada (o per proporcionar un mitjà alternatiu per disparar bombes de baix rendiment). Dispositius de renda variable moderns permetrien un sol explosiu normalitzat a 'baixar el to' (configurat per a un rendiment més baix) de forma automàtica.
Les bombes havien de ser llançades darrere de la placa d'empenta prou ràpid per explotar 20 a 30 m més enllà d'aquesta cada 1,1 segons o menys. Nombroses propostes van ser investigades, a partir de múltiples canons apuntant sobre la vora de la placa d'empenta de coets propulsats bombes llançades des pistes 'muntanya russa', però, el disseny de referència final va utilitzar una pistola de gas senzill per disparar als dispositius a través d'un forat al centre de la placa d'empenta.

## Problemes potencials
L'exposició a explosions nuclears repetides planteja el problema de l'ablació (erosió) de la placa d'empenta. Tanmateix, els càlculs i experiments indiquen que una placa d'empenta d'acer seria l'ablació de menys d'1 mm si fos sense protecció. Si es ruixa amb un oli, no cal fer l'ablació en absolut (això va ser descobert per accident, una placa de prova que hi havia empremtes digitals olioses, i les empremtes dactilars no va patir ablació). Els espectres d'absorció de carboni i hidrogen minimitzen l'escalfament. La temperatura de disseny de l'ona de xoc, a 67.000 °C, emet radiació ultraviolada. La majoria dels materials i elements són opacs als raigs ultraviolats, especialment en els 340 les pressions de MPa les experiències de plaques. Això evita que la placa de la fusió o de l'ablació.
Una de les qüestions que van quedar sense resoldre en la conclusió del projecte va ser si la turbulència creada per la combinació del propulsor i la placa d'empenta d'ablació augmentaria dramàticament l'ablació total de la placa d'empenta. Segons Freeman Dyson, durant la dècada de 1960, haurien hagut de realitzar amb determinació, una veritable prova explosiva nuclear, amb la tecnologia de simulació moderna, això es va poder determinar amb força precisió sense aquesta investigació empírica.
Un altre problema potencial amb la placa d'empenta és que de despreniment de -fragments de metall- són potencialment voladissos fora de la part superior de la placa. L'ona de xoc a partir del plasma d'impacte a la part inferior de la placa passa a través de la placa i arriba a la superfície superior. En aquest moment es pot produir despreniments, danyant la placa d'empenta. Per aquesta raó, les substàncies alternatives (per exemple, fusta contraplacada i fibra de vidre) es van investigar per a la capa de superfície de la placa d'empenta, i es creu que són acceptables.
Si els explosius convencionals que detonen la bomba nuclear, però una explosió nuclear no s'inflama (és un fracàs), la metralla podria colpejar i potencialment crítica seria danyar la placa d'empenta.
Les proves reals d'enginyeria dels sistemes del vehicle es deia que eren impossibles a causa de diversos milers d'explosions nuclears no es van poder fer en cap sol lloc. No obstant això, els experiments es van dissenyar per provar les plaques impulsores en boles de foc nuclears. Les proves a llarg termini de plaques impulsores es podrien produir en l'espai. Els dissenys d'amortidor podrien ser provats en gran escala a la Terra usant explosius químics.
Però el principal problema no resolt per a un llançament de la superfície de la Terra es creu que és la pluja radioactiva. Tota explosió dins de la magnetosfera portarien fissionables tornada a la terra llevat que la nau espacial es van posar en marxa a partir d'una regió polar, com una barcassa a les regions més altes de l'Àrtic, amb l'explosió inicial de llançament per ser una gran massa convencional altament explosiva, només serviria per reduir significativament la pluja radioactiva; les posteriors detonacions es farien en l'aire i, per tant, molt més net. L'Antàrtida no és viable, ja que això requeriria enormes canvis legals, ja que el continent actualment és una reserva internacional de vida silvestre.
Freeman Dyson, líder del grup en el projecte, va fer una nova estimació en la dècada de 1960 amb les armes nuclears convencionals (una gran part del rendiment a partir de la fissió), hi hauria conseqüències per a cada llançament que causarien estadísticament de mitjana entre 0,1 i 1 càncers mortals. Aquesta estimació es basa en cap hipòtesi del model de llindar, un mètode sovint utilitzat en les estimacions de morts estadístiques d'altres activitats industrials importants, com la forma d'avui en dia de les agències reguladores dels Estats Units sovint implementen les regulacions sobre la contaminació més convencional, si una vida o més es preveu salvat per 6 milions a 8 milions de dòlars dels costos econòmics produïts. Cada pocs milions de dòlars de l'eficiència indirectament guanyada o perduda en l'economia mundial estadísticament de mitjana poden ser salvades o perdudes vides, en termes de guanys d'oportunitat davant els costos. Els efectes indirectes poden importar per si la influència global d'un programa espacial a força d'Orió en el futur la mortalitat mundial humana seria un augment net o una disminució neta, incloent-hi si el canvi en els costos i la capacitat d'exploració de l'espai afectat, la colonització de l'espai, les probabilitats de la supervivència de l'espècie humana a llarg termini, l'energia solar basada en l'espai, o en altres casos hipotètics.
El perill per a la vida humana no era un motiu donat per deixar fora el projecte -incloses la manca d'exigència de la missió (ningú en el Govern dels EUA se li acudia cap raó per posar milers de tones de càrrega útil en òrbita), la decisió de centrar-se en els coets (per a la missió de la lluna) i, en última instància, la signatura del Tractat de prohibició parcial de proves nuclears en el 1963. El perill per als sistemes electrònics sobre el terreny (de pulsació electromagnètica) no es considera que sigui significativa des de les explosions subquilotones propostes des dels circuits integrats d'estat sòlid no eren d'ús general en aquest moment.
L'estil dels coets de pulsació nuclear Orió poden ser llançats des de dalt de la magnetosfera de manera que els ions carregats de conseqüències en el seu plasma d'escapament no són atrapats pel camp magnètic de la Terra i no tornen a la Terra.
De moltes detonacions més petites combinades, les conseqüències per a tot el llançament d'unes 6.000 tones curtes (5.500 tones mètriques) d'Orió és igual a la detonació d'una típica de 10 megatones (40 petajoule) arma nuclear com una explosió aèria i, per tant, la major part d'aquesta pluja seria precipitació relativament diluïda retardada, si el supòsit pessimista l'ús d'explosius nuclears amb un alt percentatge de producció total de la fissió, es produiria una precipitació total similar al rendiment ràfega superfície de Ivy Mike de l'operació Ivy (10,4 megatones) el 1952, encara que la comparació no és del tot perfecte, ja que per la seva ubicació la ràfega de la superfície, Ivy Mike va crear una gran quantitat de contaminació de la primera pluja.
Proves històriques d'armes nuclears sobre el sòl inclouen 189 megatones de rendiment de fissió i van causar mitjana una exposició de radiació total per a cada persona aconseguint 0,11 mSv/a en el 1963, amb un 0,007 mSv/a residual en radioactivitat natural (superposada a altres fonts d'exposició, la radiació de fons natural primari que té una mitjana de 2,4 mSv/a nivell mundial, però és molt variable, com ara 6 mSv/a en algunes ciutats de gran altitud). Qualsevol comparació estaria influenciada per la forma de dosificació de la població que es veu afectada per les ubicacions de detonació, amb llocs molt remots preferides.
Amb dissenys especials de l'explosiu nuclear, Ted Taylor estima que la pluja de productes de fissió es podria reduir per deu, o fins i tot a zero, si una explosiva fusió pura podria construir-se en el seu lloc. Una explosió de fusió pura 100% encara no s'ha desenvolupat amb èxit d'acord amb documents desclassificats del govern dels Estats Units, tot i que les ENP relativament netes (Explosions nuclears amb finalitats pacífiques) es van provar per l'excavació del canal per la Unió Soviètica en la dècada de 1970 amb 98% de rendiment de fusió en la taigà una prova de dispositius de 15 quilotones (només 0,3 quilotones de fissió).
El vehicle i el seu programa de proves violarien el Tractat de prohibició parcial de proves nuclears de 1963 la seva redacció actual, que prohibeix totes les explosions nuclears, excepte els realitzats sota terra, tant com un intent de frenar la carrera armamentística i de limitar la quantitat de radiació en l'atmosfera causat per detonacions nuclears. Hi va haver un esforç per part del govern dels EUA per posar una excepció en el tractat de 1963 per permetre l'ús de la propulsió nuclear per a vols espacials, però els temors soviètics sobre aplicacions militars va mantenir l'excepció del tractat. Aquesta limitació només afectaria als EUA, Rússia i el Regne Unit. També violaria el Tractat de Prohibició Completa dels Assaigs Nuclears dels que han estat signats pels Estats Units i la Xina, així com la moratòria de facto sobre les proves nuclears que les potències nuclears declarades han imposat des dels anys 1990. Projecte Orió però no violaria el Tractat de l'espai exterior que prohibeix les armes nuclears en l'espai, però no els usos pacífics de les explosions nuclears.
S'ha suggerit que les restriccions del Tractat no s'aplicarà a la fusió del Projecte Daedalus de microexplosions de coets. Sistemes de classe Daedalus utilitzen pèl·lets d'un gram o menys enceses per feixos de partícules o làser per produir molt petites explosions de fusió amb un rendiment màxim explosiu de només 10-20 tones equivalents de TNT.
El llançament d'aquestes bombes nuclears d'un coet Orió des de la Terra o des de l'òrbita baixa de la Terra, generaria un impuls electromagnètic nuclear que podrien causar un dany significatiu als ordinadors i als satèl·lits, així com la inundació del cinturó de radiació de Van Allen amb radiació d'alta energia. Aquest problema es podria resoldre mitjançant el llançament de zones molt remotes, pel fet que la petjada d'EMP seria només uns pocs centenars de quilòmetres d'ample. La Terra està ben protegida pels cinturons de Van Allen. A més, a pocs relativament petites corretges electrodinàmiques espacials podrien desplegar ràpidament per expulsar les partícules energètiques procedents dels angles de captura dels cinturons de Van Allen.
Una nau espacial Orió podria ser impulsat per mitjans no nuclears a una distància més segura, només activant el seu cotxe lluny de la Terra i els seus satèl·lits acompanyants. El bucle de llançament Lofstrom o un ascensor espacial hipotèticament proporcionaria solucions excel·lents, encara que en el cas dels ascensors espacials compostos de nanotubs de carboni existents encara no tenen prou resistència a la tracció. Tots els dissenys de coets químics són extremadament ineficients (i cars) en el llançament de la massa en òrbita, però es podrien emprar si el resultat es veu que val la pena el cost.

## Gent
- Stanislaw Ulam
- Jaromir Astl, Enginyer d'explosius
- Freeman Dyson, Físic
- Ted Taylor, Director del projecte
- Lew Allen, Responsable de contractes
- Edward Giller, Enllaç USAF
- Donald Prickett, Enllaç USAF

## Operació Plumbbob
L'Operació Plumbbob fou una prova similar a la prova d'una placa d'impuls que es va produir com un efecte secundari accidental d'una prova de la contenció nuclear anomenada "Pascal-B", realitzat el 27 d'agost de 1957. De la prova de disseny experimental del Dr. Brownlee va realitzar un càlcul molt aproximat que suggereix que l'explosiu nuclear de baix rendiment s'acceleraria l'anivellament d'acer enorme placa (900 kg) a sis vegades velocitat d'escapament. La placa mai va ser trobada, però el Dr. Brownlee creu que el plat mai va deixar l'atmosfera (per exemple, que podria haver estat vaporitzat per escalfament de compressió de l'atmosfera per la seva alta velocitat). La velocitat calculada era prou interessant que l'equip entrenat una càmera d'alta velocitat a la placa, la qual cosa, lamentablement, només va aparèixer en un fotograma, però això, però, va donar una alta cota inferior molt per la velocitat.

## Aparicions en la ficció
La novel·la d'Arthur C. Clarke, 2001: Una odissea de l'espai incloïa una nau 'Discovery 1' utilitzant aquesta unitat. El vehicle en què la pel·lícula no va fer ús d'aquesta idea, ja que Stanley Kubrick estava desil·lusionat amb l'energia nuclear després de fer el Dr. Strangelove o: Com vaig aprendre a deixar de preocupar i estimar la bomba.
Star Trek: TOS episodi "Pel món és buit i jo he tocat el cel" compta amb una nau generacional, construïda a partir d'un asteroide de ferro buidat, va impulsar l'ús de "motors d'impulsos nuclear de classe Orió" en què les bombes de fissió van ser detonades en eixos. Semblava haver estat viatjant durant uns 10.000 anys, i havia viatjat a uns 30 anys llum del seu propi poder.
La pel·lícula Deep Impact de 1998 va comptar amb una nau espacial anomenada Messies, que va utilitzar la "unitat Orió" i sembla una variant de propulsió de detonació nuclear. A la pel·lícula, la unitat se li atribueix als russos.